# Барбино (Брянская область)
Барбино — поселок в Стародубском муниципальном округе Брянской области.

## География
Находится в южной части Брянской области на расстоянии приблизительно 30 км на юг-юго-восток от районного центра города Стародуб.

## История
Известен с середины 1920-х годов. На карте 1941 года отмечен как поселение с 20 дворами. В середине XX века работал колхоз «Красный борец»,. До 2020 года входил в состав Понуровского сельского поселения Стародубского района до их упразднения.

## Население
Численность населения: 400 человек (1926, приблизительно), 23 в 2002 году (русские 65 %, казахи 35 %), 7 в 2010.